# Sphallotrichus bidens
Sphallotrichus bidens är en skalbaggsart som först beskrevs av Fabricius 1801.  Sphallotrichus bidens ingår i släktet Sphallotrichus och familjen långhorningar.
Artens utbredningsområde är:
- Guyana.
- Surinam.
- Venezuela.

Inga underarter finns listade i Catalogue of Life.